# 浅草キッドの奇跡を呼ぶラジオ
浅草キッドの奇跡を呼ぶラジオ（あさくさキッドのきせきをよぶラジオ）は、ニッポン放送の毎週土曜日23:30～25:00の枠で放送されていたラジオ番組。メインパーソナリティーは浅草キッド。

## 概要
放送期間は1993年（平成5年）4月10日から1994年（平成6年）10月8日まで。「言わんのバカクイズ」など、前番組「浅草キッドの土曜メキ突撃!ちんちん電車!」の流れを引き継いでいる。また、放送時間は前番組より30分短くなった。
番組後期には当時T-BACKSだった千葉一二三の霊視占いコーナー、江頭2:50が出演するコーナー（風俗街からの中継など）があった。
1994年10月をもって「土曜メキ突撃!ちんちん電車」時代を含め2年半の放送に終止符を打つ。番組終了の原因は、スポンサーがつかなかったことと最終回に告白した。

## 主なコーナー、スペシャル企画
- 来週のギャグ予報
オープニングコーナー。来週出て来そうな時事、ワイドショーネタを浅草キッド流に、天気予報のような雰囲気で解説していたコーナーで、下述の「全日本はがき職人グランプリ」のネタの指針にもなっていた。
- 全日本はがき職人グランプリ
前番組の「びっくりしたなぁ～もう」コーナーから継続。本番組では柔道のように、面白さに応じて「有効」「技あり」「一本」の判定の効果音が出ていた。下ネタの時には「マツタケ」という効果音も出ることがあった。前番組同様、アサヒ芸能「週刊アサヒ芸能人」との連動的コーナー。
- 言わんのバカクイズ
前番組から継続。内容などは「浅草キッドの土曜メキ突撃!ちんちん電車!」を参照。
- 100万人のギャグ講座
この有名人にはこのギャグが似合う、またはこの人の振る舞いがもうそのままギャグだ、というネタを募集するコーナー。
- 夜のお菓子プロジェクト
「ガキのたね」が実際に山芳製菓から商品化された。「男の味」と「女の子味」があり、「男」にはウナギとニンニクのエキス入り、「女」にはスッポンエキスとローヤルゼリーが配合されていた。
- 一発屋CD大賞
1994年8月20日のスペシャル企画
- 芸能界イニシャルトーク歌合戦
1994年8月27日のスペシャル企画
- 言わんのエロクイズ

## ゲスト
録音出演を含む
| - 大仁田厚 （93年5月29日） - 飯島愛 （93年6月19日、同年8月21日） - 細川ふみえ （93年6月19日、同年8月28日） - 安達祐実 （93年6月19日） - 瀬能あづさ （93年6月26日） - 高橋由美子 （93年6月26日） - 大槻ケンヂ（93年8月21日、94年3月12日） - 林家ペー （93年8月28日） - ギリギリガールズ （93年9月25日、同年10月2日） - SMAP （93年10月23日） - 大川興業 （93年11月6日） - 木内美歩 （93年11月13日） - 電波子 （93年11月27日） - 北野誠 ・竹内義和（93年12月11日） | - CoCo （93年12月25日） - 川島なお美 （93年12月25日） - 東京パフォーマンスドール （94年1月29日） - 松村邦洋 （94年2月5日） - 前田日明 （94年2月19日） - 中森明菜 （94年4月16日） - 早坂好恵 （94年4月30日） - 坂本龍一 （94年5月7日） - 電気グルーヴ （94年6月18日） - テリー伊藤 （94年6月25日） - 清水ミチコ （94年8月13日） - 大瀧詠一 （94年8月27日） - 景山民夫 （94年9月10日） |

## 関連書籍
- 「浅草キッドの言わんのバカクイズ2」（ニッポン放送出版）1993年（平成5年）7月20日発売
- 「浅草キッドのバカ丼」（徳間書店）1994年（平成6年）5月31日発売 （本番組の「全日本はがき職人グランプリ」コーナー、アサヒ芸能の「週刊アサヒ芸能人」関連の本）

| ニッポン放送 土曜夜ワイド                               | ニッポン放送 土曜夜ワイド    | ニッポン放送 土曜夜ワイド  |
| 前番組                                                  | 番組名                       | 次番組                     |
| ------------------------------------------------------- | ---------------------------- | -------------------------- |
| 浅草キッドの土曜メキ突撃!ちんちん電車! （23:00～25:00） | 浅草キッドの奇跡を呼ぶラジオ | 夜のおもちゃ ぜんじろげっ! |